# Große Kongo-Wimperspitzmaus

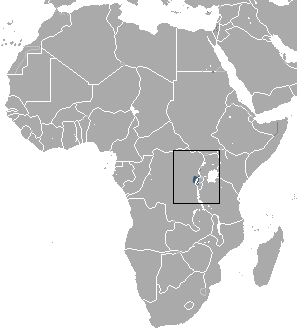
Das Verbreitungsgebiet der Großen Kongo-Wimperspitzmaus

Die Große Kongo-Wimperspitzmaus (Paracrocidura maxima) kommt im tropischen Ostafrika im nördlichen Teil des westlichen großen Afrikanischer Grabenbruch (Albert-Rift Valley) zu beiden Seiten des Kiwusees und auf der östlichen Seite des Ruwenzori-Gebirges vor.

## Merkmale
Große Kongo-Wimperspitzmäuse sind große Spitzmäuse mit einem sehr kurzen und dichten Fell von schwärzlicher, grauschwarzer oder dunkel bräunlichgrauer Farbe. Die Haare sind nur 3 bis 4 mm lang. Die Kopf-Rumpf-Länge liegt zwischen 8 und 9,7 cm, die Schwanzlänge bei 3,7 bis 4,8 cm. Der Kopf ist groß, die Ohren sind klein. Von oben gesehen macht der Hirnschädel eine kastenförmigen Eindruck. Die Schneidezähne haben spatenartige Spitzen.

## Lebensweise
Die Große Kongo-Wimperspitzmaus lebt in Afromontanen Wäldern in Höhen von 1600 bis fast 2700 Metern über dem Meeresspiegel. Ein Exemplar wurde im kongolesischen Tiefland auf einer Höhe von 850 Meter gefunden. Sie lebt in Primär- und Sekundärwäldern, in Sümpfen, die mit Brillantaisia bestanden sind und am Rand von mit Zypergräsern gesäumten Bächen.
Sie ist relativ selten und stellt in ihrem Verbreitungsgebiet nur einen  geringen Anteil aller Spitzmausindividuen. Die IUCN listet sie als gering gefährdet (Near Threatened).